# Unterseeboot 680
L'Unterseeboot 680 ou U-680 est un sous-marin allemand (U-Boot) de type VIIC utilisé par la Kriegsmarine pendant la Seconde Guerre mondiale.
Le sous-marin fut commandé le 5 juin 1941 à Hambourg (Howaldtswerke Hamburg AG), sa quille fut posée le 12 octobre 1942, il fut lancé le 20 novembre 1943 et mis en service le 23 décembre 1943, sous le commandement de l'Oberleutnant zur See Max Ulber.
L'U-680 n'endommagea ou ne coula aucun navire au cours des 4 patrouilles (124 jours en mer) qu'il effectua.
Il capitula à Fredericia, au Danemark en mai 1945 et fut sabordé en décembre 1945.

## Conception
Unterseeboot type VII, l'U-680 avait un déplacement de 769 tonnes en surface et 871 tonnes en plongée. Il avait une longueur totale de 67,10 m, un maître-bau de 6,20 m, une hauteur de 9,60 m et un tirant d'eau de 4,74 m. Le sous-marin était propulsé par deux hélices de 1,23 m, deux moteurs diesel Germaniawerft M6V 40/46 de 6 cylindres en ligne de 1 400 cv à 470 tr/min, produisant un total de 2 060 à 2 350 kW en surface et de deux moteurs électriques Siemens-Schuckert GU 343/38-8 de 375 cv à 295 tr/min, produisant un total 550 kW, en plongée. Le sous-marin avait une vitesse en surface de 17,7 nœuds (32,8 km/h) et une vitesse de 7,6 nœuds (14,1 km/h) en plongée. Immergé, il avait un rayon d'action de 80 milles marins (150 km) à 4 nœuds (7,4 km/h; 4,6 milles par heure) et pouvait atteindre une profondeur de 230 m. En surface son rayon d'action était de 8 500 milles nautiques (soit 15 700 km) à 10 nœuds (19 km/h). 
L'U-680 était équipé de cinq tubes lance-torpilles de 53,3 cm (quatre montés à l'avant et un à l'arrière) qui contenait quatorze torpilles. Il était équipé d'un canon de 8,8 cm SK C/35 (220 coups) et d'un canon antiaérien de 20 mm Flak. Il pouvait transporter 26 mines TMA ou 39 mines TMB. Son équipage comprenait 4 officiers et 40 à 56 sous-mariniers.

## Historique
Il reçut sa formation de base au sein de la 31. Unterseebootsflottille jusqu'au 31 juillet 1944, il intégra sa formation de combat dans la 6. Unterseebootsflottille et dans la 11. Unterseebootsflottille à partir du 1er octobre 1944.
Sa première patrouille est précédée par un court trajet de Kiel à Horten. Elle commence réellement le 22 mai 1944 au départ de Horten pour opérer en Mer du Nord.
L'U-680, équipé d'un schnorchel, patrouille dans le Moray Firth. Il participe à une attaque, mais sans succès. Le 27 août 1944, il est endommagé par des forces anti-sous-marines alliées qui lui lancent des charges de profondeur. Les dommages sont graves : schnorchel, periscopes, hydrophones et ballasts sont touchés.
Lors de la deuxième patrouille, il a eu quelques problèmes mécaniques qui le contraint à rentrer à la base. Le 15 janvier 1945, il attaque sans succès un chalutier dans la Manche.
Le 1er février 1945, il quitte Kristiansand pour Flensburg. Cette base restera son port d'attache jusqu'à la fin de la guerre.
Il est remis au Danemark le 5 mai 1945 et est transféré à Wilhelmshaven dans le cadre de l'opération Deadlight. En décembre 1945, l'U-680 est remorqué vers Loch Ryan par l'HMS Saucy et est coulé le 28 décembre 1945 à la position 55° 24′ N, 6° 29′ O, par l'artillerie du destroyer HMS Onslaught.

## Affectations
- 31. Unterseebootsflottille du 23 décembre 1943 au 31 juillet 1944 (Période de formation).
- 6. Unterseebootsflottille du 1er août 1944 au 30 septembre 1944 (Unité combattante).
- 11. Unterseebootsflottille du 1er octobre 1944 au 5 mai 1945 (Unité combattante).

## Commandement
- Oberleutnant zur See Max Ulber du 23 décembre 1943 au 5 mai 1945.

## Patrouilles
|       | Commandant      | Départ           | Départ       | Arrivée          | Arrivée      | Jours     | Succès |
| ----- | --------------- | ---------------- | ------------ | ---------------- | ------------ | --------- | ------ |
|       | Oblt. Max Ulber | 6 août 1944      | Kiel         | 8 août 1944      | Horten       | 3 jours   |        |
| 1     | Oblt. Max Ulber | 14 août 1944     | Horten       | 8 septembre 1944 | Bergen       | 26 jours  |        |
| 2     | Oblt. Max Ulber | 25 octobre 1944  | Bergen       | 8 novembre 1944  | Bergen       | 15 jours  |        |
|       | Oblt. Max Ulber | 13 novembre 1944 | Bergen       | 16 novembre 1944 | Trondheim    | 4 jours   |        |
| 3     | Oblt. Max Ulber | 18 novembre 1944 | Trondheim    | 18 janvier 1945  | Bergen       | 62 jours  |        |
| 4     | Oblt. Max Ulber | 22 janvier 1945  | Bergen       | 30 janvier 1945  | Kristiansand | 9 jours   |        |
|       | Oblt. Max Ulber | 1er février 1945 | Kristiansand | 5 février 1945   | Flensburg    | 5 jours   |        |
| Total | Total           | Total            | Total        | Total            | Total        | 124 jours | 0 t    |

Notes : Oblt. = Oberleutnant zur See